# Отрадне (Виборзький район)
Отрадне (до 1948 Ронкасаарі, фін. Ronkasaari) — селище в складі Селезньовского сільського поселення в Виборзькому районі Ленінградської області.
Колишнє фінське село, до 1939 року входило до складу Виборзького сільського округу  Виборзької губернії  Фінляндії. Перейменоване в 1948. Перейменування затверджено Указом Президії Верховної Ради РРФСР від 13 січня 1949 року. Поштовий індекс — 188907.

## Населення
| 2007 | 2010 | 2017 |
| ---- | ---- | ---- |
| 419  | ↗467 | ↘319 |